# Carlon Jeffery
Carlon Jeffery (10 de julio de 1993) es un actor afroestadounidense más conocido por su papel coprotagonista en la serie de Disney Channel, A.N.T. Farm como Cameron Parks.
Carlo tiene una hermana melliza, Carla Jeffrey, la cual también es actriz y ha participado en películas como Zombies y Zombies 2, ambas también de Disney Channel. 

## Vida y carrera
Jeffery nació en Houston, Texas y empezó a actuar a los ocho años. Se crio en Cincinnati, Ohio, actuando en numerosos lugares comunitarios. Él y su familia se mudaron a Los Ángeles en 2005 para que pudiera seguir una carrera en la música y la actuación.
Al año siguiente, consiguió su primer papel importante, una aparición especial en It's Always Sunny in Philadelphia. En 2007, tuvo un periodo de tres episodios en la serie de drama Héroes. Sus otros créditos en televisión incluyen Bones y Trust Me.
Coprotagonizó como Cameron Parks en la serie de Disney Channel A.N.T. Farm que se estrenó en 2011. La dejó al final de la segunda temporada, aunque apareció en un episodio en octubre de 2013 como estrella invitada y para un episodio en la tercera y última temporada. 
En la música, Jeffery también es un cantante de rap, conocido con su nombre artístico Lil C-Note. Su hermana melliza, llamada Carla Jeffery también trabaja en el mundo de la televisión. En 2017, Jeffery tuvo una hija con Yaneris Mendiola llamada Giselle Ariana y visita San Francisco a menudo para ver a su hija.

## Filmografía

### Películas
| Año  | Título  | Personaje | Notas                         |
| ---- | ------- | --------- | ----------------------------- |
| 2014 | Cloud 9 | Dink      | Disney Channel Original Movie |

### Televisión
| Año       | Título                               | Rol                 | Notas                                                                                 |
| --------- | ------------------------------------ | ------------------- | ------------------------------------------------------------------------------------- |
| 2006      | It's Always Sunny in Philadelphia    | Chris               | Episodio: "The Gang Gives Back"                                                       |
| 2007      | Eye See Me                           | Young K C (12 Años) | Película Independiente                                                                |
| 2007      | Héroes                               | Damon Dawson        | Episodios: "The Kindness of Strangers", "Four Months Ago..." & "Truth & Consequences" |
| 2008      | After School                         | Row Row             | Película Independiente                                                                |
| 2009      | Bones                                | Ezra the Elf        | Episodio: "The Princess and the Pear"                                                 |
| 2009      | Trust Me                             | Varios              | Episodio: "The More Things Change"                                                    |
| 2011      | The Strange Thing About the Johnsons | Young Isaiah        | Cortometraje                                                                          |
| 2011-2014 | A.N.T. Farm                          | Cameron Parks       | Principal (Temporada 1-2, 44 episodios) Invitado (Temporada 3 , 1 episodio)           |
| 2014      | Kickin' it                           | Matt                | Actor invitado en el episodio: "El Picó" (Temporada 4, episodio 4)                    |

## Discografía

### Bandas sonoras
- A.N.T. Farm Soundtrack (2 canción: Pose, Summertime)